# 笑顔のゲンキ
「笑顔のゲンキ」（えがおのゲンキ）は、SMAPの5枚目のシングル。1992年11月11日にビクター音楽産業から発売された。

## 概要
表題曲・カップリング曲ともにテレビ東京系アニメ『姫ちゃんのリボン』に使われ、タイトル曲はオープニングテーマ、カップリング曲はエンディングテーマとなっている。カップリング曲は番宣CMでも使用された。7ヶ月後にリリースされた8thシングル「はじめての夏」は新しく同アニメのエンディングテーマになった。SMAP初のアニメ主題歌となった。
「笑顔のゲンキ」は1993年7月7日発売の『SMAP 004』、1995年1月1日発売の『Cool』（アルバムバージョン）、2001年3月23日発売の『Smap Vest』、2016年12月21日発売の『SMAP 25 YEARS』に収録されている。
カップリングの「ブラブラさせて」はアルバム未収録。
「スマイル戦士音レンジャー」のジャケットには、「ブラブラさせて」がシングルとしてリリースされる予定だったことが書かれている。
「笑顔のゲンキ」の衣装は、黒いパンツに黄色いジャケットと青いジャケットの2種類があった。なお香取慎吾は「詞が可愛いのにスーツ着せられてもねぇ」と2001年の『Smap Vest』発売の際に受けた雑誌の取材で発言している。
「笑顔のゲンキ」には、ソロパートがなく、全員で歌い通している。
カップリングの「ブラブラさせて」には、中居、木村、草彅のソロパートがある。

## 予約特典
- ジャケット写真として使われている画像を使用したミニパネルが特典として用意された。

## 収録曲
※全作詞：森浩美、全作曲：馬飼野康二、全編曲：船山基紀
1. 笑顔のゲンキ
  - テレビ東京系アニメ「姫ちゃんのリボン」オープニング・テーマ
2. ブラブラさせて
  - テレビ東京系アニメ「姫ちゃんのリボン」エンディング・テーマ
3. 笑顔のゲンキ（オリジナル・カラオケ）
4. ブラブラさせて（オリジナル・カラオケ）

## 収録アルバム
- 姫ちゃんのリボン 音楽篇（#1,2）	発売日:1993年01月21日
- SMAP 004（#1）	発売日:1993年07月07日
- 決定版　最新アニメ主題歌　テレビ・ラジオ篇（#1）	発売日:1993年11月13日
- Cool Best Selection（#1）	発売日:1995年1月1日
  - アルバム・バージョンを収録。
- Smap Vest（#1）	発売日:2001年03月23日
- SMAP 25 YEARS（#1）	発売日:2016年12月21日

## 映像作品
笑顔のゲンキ
- LIVE pamS
  - 稲垣が謹慎中の為4人で披露
- Pop Up! SMAP LIVE! 思ったより飛んじゃいました! ツアー
  - 5人体制 披露
- Mr.S "saikou de saikou no CONCERT TOUR"（通常盤）
- Clip! Smap! コンプリートシングルス（ライブ映像）

## カバー
- 佐藤健太 - 1995年4月21日発売、「テレビマンガ夢いっぱい! 女の子向けベストヒット」収録。
- 双海亜美・真美（声:下田麻美）- 2007年8月22日発売のアルバム「THE IDOLM@STER MASTER ARTIST 06 双海亜美/真美」に収録。